# カテリーナ・ボルピチェルリ
カテリーナ・ボルピチェルリ(イタリア語Caterina Volpicelli、1839年1月21日 - 1894年12月28日)は、イタリアの修道女であり、「イエスの聖心侍女会」(Ancelle del Sacro Cuore di Gesù)の創立者である。2001年、教皇聖ヨハネパウロ2世により列福 され、ベネディクト16世により2009年4月26日に列聖された。

## 伝記
聖カテリーナ・ボルピチェルリはナポリのデ・ミケーロズ家(de Micheroux)に1839年1月21日に誕生した。デ・ミケローズ家は中流より上で、カテリーナは聖マルセリーノ王立学校で文学・語学・音楽を学んだ。
10代のカテリーナは、バレエと演劇脚本に心を奪われる生活を送っていた。15歳の時、ルドヴィコ神父、後の「ガゾーリアの聖ルドヴィコ」(San Ludovico da Casoria)と知り合い、イエスの聖心を崇敬することを教わり、それがカテリーナの人生の指針となった。ルドヴィコ神父の勧めに従い、カテリーナはフランシスコ会の世俗会に入り、20歳の時には修道会に入会したが、健康上の理由で修道生活を止めなければならなかった。その後もカテリーナは深く聖体を崇敬し、教会の礼拝堂でいつも長い時間祈りを捧げた。
その後、カテリーナの聴罪司祭がフランスの「祈祷の使徒」が毎月発行するリーフレットを彼女に見せた。これは聖心を崇敬する団体であり、このことがきっかけとなってカテリーナは数人の仲間と「祈祷の使徒」の普及に努めることとなった。
フランスに同じ目的の組織が設立され、その後にジャン·ジュール·シュヴァリエ(Jean Jules Chevalier)による新しいイエスの聖心の宣教会に集約された。 それは「聖心の世俗会」と呼ばれ 福者ルイーズ・テレーズ・ド・モンテニャック(Louise-Thérèse de Montaignac)が指導していた。動き始めたばかりのこのナポリの組織は、それ自体の独自性を出そうとしていたので、ド・モンテニャックは2つの組織に切り離すことにした。これについては ナポリの大司教シスト・リアリオ・スフォルツァ (Sisto Riario Sforza)は理解を示している。1874年に聖カテリーナの組織は、ナポリの大司教から承認を受け、「聖心の信仰深い侍女連合」　(Pia Unione delle Ancelle del Sacro Cuore)と命名された。
しかしながら、聖カテリーナは、聖座からもまた認可をもらう必要があると感じていた。
独創性とこの組織の形態の目新しさを、公的な修道者としての誓願とともに、本物の宗教的な機関と認められることを望んだ。多くの難問が起こり、敵意が、特にローマの教会権威周辺から向かってきたが、様々な難問は解決され、1890年の6月に「聖心侍女修道会の制定」(Istituto delle Ancelle del Sacro Cuore di Gesù)は司教からその確信的な模様を変えることなく「神を賛美する者たち」の布告を得た。聖カテリーナはその短い生涯を1824年12月28日に終えた。

## 列福
聖カテリーナは1945年3月25日に教皇ピウス12世に尊者の宣言を受け、1999年6月28日に教皇ヨハネ・パウロ2世は 聖カテリーナの取次ぎによって奇蹟が起きたことを宣言し、彼女は2001年4月29日に列福した。2008年12月6日に、教皇ベネディクト16世は聖カテリーナの取次ぎによる奇蹟を認める宣言書に署名し、列聖の前提となる奇蹟がそろった。
聖カテリーナは2009年4月26日にローマの聖パウロ大聖堂で教皇ベネディクト16世により、列聖した。
彼女の祝日は1月22日である。彼女の飾り額が最近、生まれ故郷ナポリのアルバ通り(Alba)に30本飾られた。聖カテリーナは修道女として 女性の修道的な生活に戻る道を与えた。